# Pierre Rapsat
Pierre Raepsat ou Pierre Rapsat   (Ixelles, 28 de maio de 1948 - Verviers 20 de abril de 2002) foi um cantor e compositor belga. Filho e pai de origem flamenga que viveu dois anos num campo de concentração nazi e de mãe espanhola refugiada da Guerra Civil. Depois de terem vivido em diversos locais decidiram ir viver para Verviers. 
Com apenas 13 anos comprou uma guitarra e aos 18 anos decidiu tornar-se músico. Participou em diversas bandas e depois decidiu enveredar por uma carreira a solo e dominou diversos géneros musicais, do rock à chanson francesa. Em 1976 representou a Bélgica, interpretando uma balada melancólica "Judy Et Cie" que terminou em 8.º lugar. O seu primeiro álbum saiu em 1973: New York e lançou inúmeros discos e têm saído diversas coletâneas postumamente.

## Discografia
- "New York" (um álbum com canções em língua francesa e outro em língua inglesa.)
- "Musicolor" (1975) (inglês)
- "Musicolor"  (1975) (francês)
- "Judie Et Cie" (1976)
- "Je suis moi" (1977)
- "Gémeaux" (1978)
- "1980" (1979)
- "Donner tout son cœur" (1980)
- "Un coup de rouge, un coup de blues" (1981)
- "Seul dans la métropole" (compilação) (1982)
- "Lâchez les fauves", 30 000 cópias
- "Ligne claire" (1984)
- "J'aime ça" (1986)
- "Haut les mains" (1988)
- "J'ouvre les yeux" (1989)
- "J'ai besoin de nous" (1991)
- "Brasero" (1992)
- "Pierre Rapsat" (1995)
- "En concert: Passager d'un soir" (1997)
- "Volte-Face" (1998)
- "Danzibao" (2001)
- "Tous les rêves" (2002), em  dois volumes
- "Tous les rêves" (2003) (DVD)
- "Les saisons", anthologie volume 1 (2003)
- "Jardin secret", anthologie volume 2 (2004)